# Риддер (сыр)
Риддер (Ridder) — норвежский полутвёрдый сыр без глазков, желтовато-серого цвета, характеризуется ароматным, пикантным вкусом, достаточно острый. Изготавливается из пастеризованного коровьего молока с использованием культуры Brevibacterium linens. Сыр выпускается в оранжевом воске или в вакуумных упаковках без воска. Неразрезанный, в головках сыр имеет наиболее острый вкус.

## Состав
В состав сыра кроме коровьего молока и специальных бактерий входит также сметана, соль, сычужный фермент (коровий), нитрат (E251), краситель (Е160b).
100 грамм сыра имеют калорийность 422 ккал и содержат 20 гр белка, 38 гр жира, 0 гр углеводов, 580 мг кальция, 430 мг фосфора, 3,2 мг цинка, 240 μг витамина А. Влажность в среднем 39 %, минимальная жирность 60 %, соль 1,5 % в среднем.

## История
Риддер был разработан в Норвегии в конце 1960-х и производится на небольшом молокозаводе в одном из фьордов Западной Норвегии. Выпущен на рынок в 1969 году. «Риддер» переводится с норвежского как «рыцарь», и это название относится к его сильному специфическому аромату. Сыр полностью норвежской разработки, о чём также призвано свидетельствовать название. Родственные сорта сыров — французские и Port Salut.
Риддер популярен как в Норвегии, так и во многих европейских странах и в Японии. Ridder™ является защищённой торговой маркой, правообладателем является ассоциация норвежских фермеров TINE.

## Употребление
Риддер подходит как для сэндвичей, так и для послеобеденной острой закуски, с или без фруктов. Сыр мягкий, легко режется.